# Wolfram Alpha

Wolfram Alpha (tudi WolframAlpha ali Wolfram Alpha) je iskalnik/orakelj, ki ga je razvilo podjetje Wolfram Research. Spletni servis namesto klasičnega seznama spletnih strani skuša odgovoriti na zastavljeno vprašanje.